# Ceriana bezzii
Ceriana bezzii är en tvåvingeart som först beskrevs av Herve-bazin 1913.  Ceriana bezzii ingår i släktet griffelblomflugor, och familjen blomflugor. Inga underarter finns listade i Catalogue of Life.